# Alexis Martín Arias
Alexis Martín Arias (Pellegrini, 4 luglio 1992) è un calciatore argentino, portiere del Cerro Porteño.

## Carriera
Cresciuto nelle giovanili del Gimnasia (LP), ha esordito il 19 maggio 2016 in occasione del match di Copa Argentina vinto 2-1 contro il Dep. Madryn.

## Statistiche

### Presenze e reti nei club
Statistiche aggiornate al 16 marzo 2018.
| Stagione        | Squadra         | Campionato      | Campionato | Campionato | Coppe nazionali | Coppe nazionali | Coppe nazionali | Coppe continentali | Coppe continentali | Coppe continentali | Altre coppe | Altre coppe | Altre coppe | Totale | Totale | Totale |
| Stagione        | Squadra         | Comp            | Pres       | Reti       | Comp            | Pres            | Reti            | Comp               | Pres               | Reti               | Comp        | Pres        | Reti        | Pres   | Reti   |        |
| --------------- | --------------- | --------------- | ---------- | ---------- | --------------- | --------------- | --------------- | ------------------ | ------------------ | ------------------ | ----------- | ----------- | ----------- | ------ | ------ | ------ |
| 2016            | Gimnasia (LP)   | PD              | 1          | 0          | CA              | 5               | -5              |                    | -                  | -                  |             | -           | -           | 6      | -5     |        |
| 2016-2017       | Gimnasia (LP)   | PD              | 30         | -24        | CA              | 1               | -1              | CS                 | 2                  | -1                 |             | -           | -           | 33     | -26    |        |
| 2017-2018       | Gimnasia (LP)   | PD              | 18         | -23        | CA              | 0               | 0               |                    | -                  | -                  |             | -           | -           | 18     | -23    |        |
| Totale carriera | Totale carriera | Totale carriera | 49         | -47        |                 | 6               | -6              |                    | 2                  | -1                 |             | -           | -           | 57     | -54    |        |